# Harry Pietzsch
Harry Pietzsch (* 9. Dezember 1929 in Freital; † 9. September 2003 in Berlin) war ein deutscher Film- und Theaterschauspieler.

## Leben
Nach der Absolvierung der Schauspielschule in Dresden erhielt Harry Pietzsch 1949 sein erstes Engagement beim Theater Eisleben. Danach war er als Theaterschauspieler in Dresden, Dessau und Görlitz, Magdeburg engagiert. Harry Pietzsch kam im Jahr 1962 zum Deutschen Theater Berlin, wo er bis 1998 angestellt war und unter anderem in Inszenierungen von Benno Besson, Adolf Dresen und Alexander Lang mitwirkte. Neben seiner Arbeit am Theater war Harry Pietzsch ein gefragter Filmschauspieler in Kino- und Fernsehfilmen sowie Darsteller in TV-Serien des Deutschen Fernsehfunks.
Einem breiten Publikum wurde Harry Pietzsch als Darsteller in populären Fernsehserien, wie Polizeiruf 110, Krupp und Krause, Ich – Axel Cäsar Springer, Aufregende Jahre, Der Staatsanwalt hat das Wort sowie in den Kinder-TV-Serien Spuk unterm Riesenrad und Spuk im Hochhaus bekannt. Zu seinen bedeutendsten Filmrollen zählen die Darstellung des Walter Küchenmeister im Film KLK an PTX – Die Rote Kapelle, Eberhard Bogan in der DEFA-Produktion Die Nacht an der Autobahn sowie die Rolle des Oberleutnant Becker in dem Kriminalfilm Pension Boulanka.
In zahlreichen Fernsehaufführungen, die aus Theatern übertragen wurden – beispielsweise Leben und Tod König Richard III. (1976), Die traurige Geschichte von Friedrich dem Großen (1983) sowie Die Rundköpfe und die Spitzköpfe (1985) spielte der Schauspieler in Nebenrollen mit. In sowjetischen Filmen, wie Front ohne Flanken (1975), Front hinter der Frontlinie (1978), Im Rücken des Feindes (1982), Soldaten der Freiheit (1977) wurde er bevorzugt als Wehrmachtsangehöriger besetzt.
Den Schauspielern des Films KLK an PTX – Die Rote Kapelle, bei dem Harry Pietzsch eine der Hauptrollen verkörperte, wurde am 6. Juni 1971 der Kunstpreis des FDGB verliehen.
Im Jahr 1998 beendete er seine Bühnenkarriere und zog sich ins Privatleben zurück. Er war mit der Theaterkritikerin und Redakteurin der Zeitschrift Theater der Zeit Ingeborg Pietzsch verheiratet. Harry Pietzsch starb im September 2003 nach kurzer, schwerer Krankheit im Alter von 73 Jahren in Berlin.

## Filmografie
- 1961: Die Bombe
- 1962: Die Nacht an der Autobahn
- 1963: Alle Menschen sind gleich geboren
- 1963: Der Neue
- 1964: Pension Boulanka
- 1966: Geheimkommando Bumerang
- 1968: Die Toten bleiben jung
- 1968: Ich – Axel Cäsar Springer (TV-Mehrteiler)
- 1969: Androklus und der Löwe
- 1969: Krupp und Krause (TV-Mehrteiler)
- 1969: Aufregende Jahre (TV-Mehrteiler)
- 1970: Meine Stunde Null
- 1970: Der Panzerkommandant
- 1970: Zwei Briefe an Pospischiel
- 1971: KLK an PTX – Die Rote Kapelle
- 1972: Polizeiruf 110: Das Haus an der Bahn (Fernsehreihe)
- 1973: Letzte Nachrichten
- 1973: Polizeiruf 110: Nachttresor
- 1973: Eva und Adam (TV-Mehrteiler)
- 1974: Polizeiruf 110: Nachttaxi
- 1974: Maria und der Paragraph (TV-Miniserie)
- 1974: Die lieben Mitmenschen
- 1975: Zum Beispiel Flick
- 1975: Polizeiruf 110: Ein Fall ohne Zeugen
- 1975: Eine Pyramide für mich
- 1975: Der Staatsanwalt hat das Wort: Geschiedene Leute
- 1975: Front ohne Flanken
- 1976: Leben und Tod Richard III. (Theateraufzeichnung)
- 1977: Zweite Liebe – ehrenamtlich
- 1977: Soldaten der Freiheit
- 1977: Graureiher
- 1978: Front hinter der Frontlinie
- 1979: Spuk unterm Riesenrad (TV-Miniserie)
- 1982: Im Rücken des Feindes
- 1982: Familienbande
- 1982: Spuk im Hochhaus (TV-Miniserie)
- 1983: Die traurige Geschichte von Friedrich dem Großen (Theateraufzeichnung)
- 1985: Die Rundköpfe und die Spitzköpfe (Theateraufzeichnung)
- 1987: Bebel und Bismarck (TV-Mehrteiler)
- 1989: Die Beteiligten

## Theaterrollen (Auswahl)
- 1954: Rose Bernd von Gerhart Hauptmann am Landestheater Dessau
- 1959: Egmont  von Johann Wolfgang von Goethe an den Städtischen Bühnen Magdeburg als Egmont
- 1963: Hamlet  von William Shakespeare am Deutschen Theater als Fortinbras
- 1969: Faust. Erster Teil von Johann Wolfgang von Goethe am Deutschen Theater
- 1976: Leben und Tod Richard III am Deutschen Theater
- 1979: Wallenstein von Friedrich Schiller am Deutschen Theater
- 1985: Die Rundköpfe und die Spitzköpfe von Bert Brecht am Deutschen Theater
- 1988: Der Lohndrücker von Heiner Müller am Deutschen Theater als Bittner
- 1981: Dantons Tod von Georg Büchner am Deutschen Theater als Collot d'Herbois und Hérault de Séchelles
- 1984: Maria Stuart von Friedrich Schiller am Deutschen Theater
- 1994: Der hat uns gerade noch gefehlt von Lope de Vega am Deutschen Theater
- 1995: Der Turm von Hugo von Hofmannsthal, Bregenzer Festspiele als Wojwode von Lublin

### Operette
- 1964: Die schöne Helena - Operette für Schauspieler von Peter Hacks als Achilles